# Finalmente weekend!
Finalmente Weekend! (The Weekenders) è una serie animata statunitense prodotta tra il 2000 e il 2004 dalla Disney.
La serie segue le vite di quattro amici: Tino, Lor, Carver e Tish. I quattro sono sempre pronti a trascorrere elettrizzanti avventure all'insegna del divertimento, ma solo durante i fine settimana. Il cartone è ambientato nella città immaginaria di Bahia Bay, in California.

## Personaggi

### Personaggi principali
- Tino Tonitini (doppiato da Davide Perino): è il narratore degli episodi. È biondo e la sua testa tonda somiglia vagamente ad una zucca. Tino sa essere molto sarcastico, leggermente paranoico e talvolta anche infantile (per esempio quando legge le avventure del suo supereroe preferito, Capitan Dreadnaught). I suoi genitori sono divorziati ma lui mantiene un ottimo rapporto con entrambi: vive con la madre, con la quale si confida spesso accogliendo i suoi preziosi e saggi consigli, ma spera sempre che il padre lo venga a trovare a Bahia Bay. È affetto da coulrofobia.
- Petratishkovna "Tish" Katsufrakis (doppiata da Letizia Scifoni): è una ragazza molto arguta, ama Shakespeare e suonare il dulcimer. Ha capelli rossi e porta gli occhiali. Nonostante la sua notevole intelligenza e la sua straordinaria cultura molte volte finisce per mancare di buon senso isolandosi dai suoi amici. Tish è spesso imbarazzata dai suoi genitori (in particolar modo sua madre), per niente integrati con la cultura americana. "Tish" è il diminutivo di "Petratishkovna", nome che, come dice suo padre, significa "ragazza con un naso". È l'unica del gruppo ad essere vegetariana.
- Carver Rene Descartes (doppiato da Simone Crisari): è un ragazzo moro, dalla testa che ricorda un ananas vista di fronte, mentre di profilo ricorda un pennello. Ha una vera e propria fissazione per la moda in generale e soprattutto per le scarpe, infatti aspira a diventare un designer di scarpe. Carver spesso dimentica le cose ed è egocentrico.
- Lor MacQuarrie (doppiata da Domitilla D'Amico): ha i capelli corti di color biondo-arancio. È molto atletica, ama lo sport (in cui è fortissima) e detesta i compiti per casa, anche se in un episodio si scopre che sa apprendere qualsiasi cosa se le è spiegata in una forma giocosa. Lor ha una cotta per Thompson, un ragazzo della scuola che la preferisce così com'è piuttosto che in una versione più femminile e sdolcinata. Ha una famiglia molto grande ed ha un numero di fratelli compreso tra 12 e 16 (nemmeno lei lo sa con esattezza perché sono sempre in movimento) ed è di origini scozzesi, cosa di cui va molto fiera.

### Personaggi secondari
- Madre di Tino: la sarcastica madre di Tino che dà preziosi consigli al figlio leggendogli quasi nella mente. Tino non capisce come possa sapere sempre tutto quello che gli succede, ma tutte le volte che segue le indicazioni della madre le cose si risolvono per il verso giusto. Cucina cose molto strane che assumono colori non poco preoccupanti. È fidanzata con Dixon.
- Bree e Colby: i ragazzi tosti, adorati e nel contempo temuti da tutti i ragazzi, in special modo da Carver che ha nel suo armadio un Tempio in loro onore e alla Sacra Dea della Tostaggine. Passano tutto il loro tempo a fare solo due cose: stare appoggiati a qualunque superficie verticale e prendere in giro tutti gli altri ragazzi meno tosti di loro. Bree e Colby non riescono nemmeno a vedere altre persone eccetto loro stessi tranne che per deriderle, ma smetteranno di farlo quando Bree capirà cosa significa essere insultati senza ragione.
- Bluke: un ragazzo insolito che appare sempre in salopette.
- Frances: una vecchia amica di Tish che è qualche volta vista insieme a Bluke. Le piacciono le cose a punta.
- Signor e signora Descartes: i genitori di Carver. Sono delle persone esigenti che pretendono molto dai loro figli a quanto afferma Carver, ma in realtà non sono affatto diversi dagli altri genitori, solo che Carver ritiene una punizione molto cattiva e qualsiasi lavoretto gli venga affidato.
- Penny Descartes: la sorella di Carver. Spesso si comporta in maniera acida e usa toni sgarbati nei suoi confronti, ma gli vuole comunque bene.
- Todd Descartes: il pestifero fratellino di Carver.
- Signor e signora MacQuarrie: i genitori scozzesi di Lor. Il padre compare molte più volte della madre nella serie.
- Signor e signora Katsufrakis: i genitori di Tish. Amano raccontare le tradizioni del paese da cui provengono. Hanno problemi a parlare la nuova lingua, infatti i ragazzi fraintendono spesso e volentieri quello che dicono.
- Nano Katsufrakis: il nonno di Tish che viene dal Vecchio Paese proprio per il Mamatouche della nipote. Come animale da compagnia ha una scimmietta di nome Oliver che è sempre appoggiata sulla sua spalla ovunque lui vada.
- Signora Duong: consulente delle Attività Extrascolastiche, incinta costantemente per tutte le quattro stagioni della serie. Lavora al Centro Assistenza che assiste gli Assistiti.
- Dixon: il fidanzato della madre di Tino che il ragazzo descrive come "l'adulto più tosto del mondo". È molto abile nel costruire oggetti e mezzi di locomozione e ha un ottimo rapporto con Tino, comportandosi come un genitore nonostante non sia sposato con la madre di lui, almeno per ora.
- Signor Tonitini: il padre di Tino, praticamente la caricatura adulta del figlio. Ha paura dei ragni, dell'acqua e qualsiasi cosa leggermente sporca è considerata da lui 'terreno fertile per i batteri'. Ha divorziato dalla sua ex moglie sin da quando Tino aveva quattro anni.
- Josh: il bullo cattivo più fallito di Bahia Bay che viene spesso sconfitto.
- Murph: un ragazzo a cui sta antipatico Tino senza alcuna ragione e lo stesso vale per Tino.
- Christie Wilson: una ragazza molto magra che odia Carver.
- Pru: la ragazza più popolare della scuola e in quanto popolare gode di numerosi privilegi, si offende e scarica chiunque non le faccia regali per qualunque festività, anche se la ricorrenza non prevede regali.
- Nona: una ragazza magra e altissima che frequenta il terzo anno. Si prende una cotta per Carver che le passa quando si accorge che ha la testa a forma di ananas.
- Cameriere della pizzeria: è il cameriere della pizzeria di Bahia Bay. Si veste con strani costumi a seconda del tema del giorno della pizzeria.
- Signora della mensa: robusta signora che serve al self-service della mensa scolastica. Nota per la frase ricorrente "Feta, formaggio molle greco" in tono cantilenante.

## Episodi
Tutti gli episodi (i cui titoli sono qui scritti in lingua originale) durano 15 minuti, eccetto quelli divisi in due parti, che durano 30 minuti.

### Prima stagione
1. Crush Test Dummies
2. Grow Up
3. Shoes of Destiny
4. Sense and Sensitivity
5. Throwing Carver
6. The Perfect Weekend
7. home@work
8. To Be or Not to Be
9. Per una bugia (Band)
10. Babysitter (Sitters)
11. Nuovo look (Makeover)
12. La nuova amica (The New Girl)
13. Party Planning
14. Pudding Ball
15. Negato per lo sport (Dead Ringer)
16. Vita da duri (Carver the Terrible)

### Seconda stagione
1. Radiodramma (Radio Drama)
2. Tradizioni di famiglia (The Tradition)
3. Each To His Own
4. L'invito (The Invited)
5. Diary
6. Davvero fasulli (Real Fake)
7. Sano obbiettivo (Super Kids)
8. Torto o ragione (Crevasse of Dreams)
9. Operazione infatuazione - Parte 1 (Dixon (1))
10. Operazione infatuazione - Parte 2 (Dixon (2))
11. Litigio (Taking Sides)
12. Tishare che passione (To Tish)
13. Biglietti (Tickets)
14. La vendetta (Vengeance)
15. Murph
16. Il mondo dei non tosti (Uncool World)
17. I capelli di Tish (My Punky Valentine)
18. Brain Envy

### Terza stagione
1. Per una lacrima in più (Crushin' Roulette)
2. Un fortunato paio di scarpe (Lucky Shoes)
3. Cry
4. The Perfect Son
5. Ascolta Carver (Listen Up)
6. Never Say Diorama
7. Secret Admirer
8. The Lone Wolves Club
9. Il weekend più pericoloso (The Most Dangerous Weekend)
10. Charity Case
11. Migliore (Best)
12. Smemorato (Broken)
13. Festa del papà (Father's Day)
14. Capo per il weekend (Follow the Leader)
15. Test attitudinali (Careers)
16. Essere se stessi (Tutor)
17. Caccia al tesoro (The Tao of Bluke)
18. Un weekend sperimentale (An Experimental Weekend)
19. Celebrità - Parte 1 (Celebrity (1))
20. Celebrità - Parte 2 (Celebrity (2))
21. Clown
22. Testing Dixon
23. Croquembouche
24. Imperfezioni (Imperfection)
25. La peggior vacanza di sempre - Parte 1 (The Worst Holiday Ever (1))
26. La peggior vacanza di sempre - Parte 2 (The Worst Holiday Ever (2))

### Quarta stagione
1. I capelli di Tish (Tish's Hair)
2. I Want to be Alone!
3. Il cugino noioso (Relative Boredom)
4. Talent Show
5. Nevermore (1)
6. Nevermore (2)
7. Canestri vincenti (Baskets for Bucks)
8. Il prezzo della popolarità (Pru)
9. New Friends
10. The Awful Weekend
11. Lor's Will
12. Dead
13. Il ricevimento (Dinner Party)
14. La voce di Bahia Bay (Radio Free Carver)
15. Giorno del bucato (Laundry Day)
16. Penny McQuarrie
17. Il papà di Tino (Tino's Dad)